# Quintessence
Quintessence es un álbum de estudio del pianista estadounidense de jazz Bill Evans, lanzado en mayo de 1976 por el sello Fantasy Records. Dura aproximadamente cuarenta y tres minutos. Scott Yanow del sitio Allmusic le dio tres estrellas de cinco. En la lista Jazz Albums de la revista estadounidense Billboard apareció en el puesto veinte. Se lo publicó más de cinco veces, y la dirección artística estuvo a cargo de Phil Carroll.

## Lista de canciones
1. «Sweet Dulcinea Blue» (Kenny Wheeler) – 6:02
2. «Martina» (Michel Legrand, Eddy Marnay, Hal Shaper) – 8:12
3. «Second Time Around» (Sammy Cahn, Jimmy Van Heusen) – 3:41
4. «A Child Is Born» (Thad Jones, Alec Wilder) – 7:30
5. «Bass Face» (Kenny Burrell) – 10:04

Bonus track de la reedición:
1. «Nobody Else But Me» (Oscar Hammerstein II, Jerome Kern) – 7:27

- Fuente:[1]

## Posicionamiento
| Año  | Lista                 | Posición |
| ---- | --------------------- | -------- |
| 1977 | Billboard Jazz Albums | 20       |